# マリア・スラヴォナ
マリア・スラヴォナ（Maria Slavona :本名:マリー・ドレット・カロライン・ショーラー、Marie Dorette Caroline Schorer、1865年3月14日 - 1931年5月10日）は、ドイツの画家である。

## 略歴
リューベックに生まれた。父親は薬局店主、政治家でリューベックの飲み水の改善に功績があり、姉のCornelia Schorer はドイツの最初の女性医師の一人である。
1882年に17歳でベルリンに移り、個人の絵画学校で学んだ後、ベルリン美術工芸学校(Unterrichtsanstalt des Kunstgewerbemuseums Berlin)で学び1886年に卒業した。1887年にベルリン女性芸術家協会(Verein der Berliner Künstlerinnen)の教室で学び、教師のカール・シュタウファー＝ベルンの影響を受けた。
1888年からミュンヘンに移り、エルドテルト(Alois Erdtelt)に学んだ後、ミュンヘンの女子美術学校でルートヴィヒ・ヘルテリッヒに学んだ。同時期に美術学校にはケーテ・コルヴィッツが学んでいた。ヘルテリッヒからフランスでの「印象派」の動きを教えられ、リューベックに戻った時に、比較的近いデンマークや北欧の若い画家たちと交流し、パリで学ぶ決心をした。
1890年にデンマークの画家ペテルセン(Vilhelm Petersen:1868-1923)とパリに移った。この時から、マリア・スラヴォーナの名前で活動することになった。ペテルセンはWilly Gretorと名乗ることになった。このカップルからは後に女優、演劇の教師となるリリー・アッカーマン(Lilly Ackermann)が生まれた。
パリでは印象派の画家、カミーユ・ピサロの知り合いとなり、1893年に国民美術協会のシャン・ド・マルスでの展覧会(Salon du Champ-de-Mars)に男性の偽名Carl-Maria Plavonaで出展した。
パリでスイスの画商、オットー・アッカーマンと出会い、1900年に結婚した。1901年に「ベルリン分離派」の準会員として分離派の展覧会に出展した。1906年にリューベックに戻り、1909年からベルリンに住んだ。1913年にベルリン分離派の正会員となり、ベルリン分離派が分裂した後はマックス・リーバーマンの「自由分離派」(Freie Secession)に参加した。
1920年代後半から、健康が悪化し、1931年にベルリンで亡くなった。

## 作品
- リューベックの雪解け
- 花咲く庭
- 自画像（1910）
- 夏の花束（1906）